# 东坝街道 (广元市)
东坝街道，是中华人民共和国四川省广元市利州区下辖的一个乡镇级行政单位。2019年12月，将东坝街道万缘社区、古堰社区、老街社区所属行政区域划归万缘街道管辖。

## 行政区划
东坝街道下辖以下地区：
翠屏社区、陈家壕社区、东坝社区、金柜社区、新民社区、栖凤社区、莲花池社区、城郊村、莲花村、水柜村和万源村。